# Тъкач на Преус
Тъкач на Преус (Ploceus preussi) е вид птица от семейство Ploceidae.

## Разпространение
Видът е разпространен в Габон, Гана, Гвинея, Екваториална Гвинея, Камерун, Демократична република Конго, Република Конго, Кот д'Ивоар, Либерия, Сиера Леоне и Централноафриканската република.